# 파이윰주

파이윰주의 위치

파이윰주(영어: Faiyun Governorate, 아랍어: محافظة الفيوم)는 이집트 나일강 서쪽에 있는 주로, 주도는 파이윰이다. 인구는 2,512,792명(2006년)이다.

## 같이 보기
- 파이윰 미라 초상화